# Delaossa
Delaossa, de son vrai nom Daniel Martínez de la Ossa Romero (né le 23 juin 1993 à Malaga), est un rappeur espagnol. Il sort plusieurs singles depuis 2016, et ses débuts discographiques ont lieu en 2019 avec l'album Un perro andaluz. En 2020, il sort un EP de cinq titres intitulé La Tour Liffee, sur lequel il est accompagné par son beatmaker habituel, le DJ et producteur J Moods et d'autres musiciens comme Israel B, Kiddo, Gese Da O, Granuja, et Cruz Cafuné.

## Biographie
Originaire du quartier El Palo de Malaga, il s'intéresse au hip-hop à l'âge de 12 ans. Fin 2015, Soup Delaossa fonde le collectif Space Hammu (également connu sous le nom de Space Hammurabi ou Los Chicos del Cosmos) avec Álvaro Raggio, un projet formé par une équipe de MC et de producteurs. En 2016, déjà connu sous le nom de Delaossa Picasso, il sort son album El Palo Nº1. Les années suivantes, il sort des clips, des singles et des collaborations avec divers artistes, jusqu'à ce qu'il sorte Un perro andaluz en 2019 avec le producteur J. Moods.
En 2020, il publie la mixtape de cinq morceau La Tour Liffee, avec des collaborations avec Israel B et Cruz Cafuné. En 2022, il sort un nouvel album intitulé Playa virginia avec le producteur Kiddo Manteca et des collaborations avec des artistes tels que J. Moods, Enry-K, Abhir Hathi, Easy-S, Young Wolf, Bexnil, Blurred Mirror, Johnny808, Young Wolf et Kas Rules. Après une année d'inactivité, il sort en 2025 un nouvel album intitulé La Madrugá.

## Discographie

### Albums studio
- 2019 : Un Perro Andaluz
- 2025 : La Madrugá

### EP
- 2016 : El Palo N°1
- 2020 : La Tour Liffee
- 2022 : Playa Virginia
- 2023 : Rehab en Lamarossa

### Collaborations
- 2012 : Si Me Quieren Matar (Santa Fe Klan)
- 2020 : Raíces (avec Recycled J)
- 2021 : Mil Días (avec Abhir Hathi (sur Lazos y nudos)
- 2021 : Me Has Dejado (avec Nicki Nicole (sur Parte de mi)
- 2022 : No Te Necesito (avec Dani Ribba)
- 2025 : Still Luvin' (avec Quevedo) (sur La Madrugá)

### Avec Grupo Skill Leaders
- 2012 : Skillbills
- 2015 : El Oasis